# Oculimacula acuformis
Oculimacula acuformis (Boerema, R. Pieters & Hamers) Crous & W. Gams – gatunek grzybów z klasy patyczniaków (Helotiales). Wraz z gatunkiem Oculimacula yallundae wywołują u chorobę o nazwie łamliwość źdźbła zbóż i traw.

## Systematyka i nazewnictwo
Pozycja w klasyfikacji według Index Fungorum: Ploettnerulaceae, Helotiales, Leotiomycetidae, Leotiomycetes, Pezizomycotina, Ascomycota, Fungi.
Po raz pierwszy takson ten zdiagnozowali w 1801 r. Boerema, R. Pieters i Hamers nadając mu nazwę Tapesia yallundae var. acuformis. Obecną, uznaną przez Index Fungorum nazwę nadali mu w 2003 r. P.W. Crous i W. Gams.
Synonimy nazwy naukowej:
- Helgardia acuformis (Nirenberg) Crous & W. Gams 2003
- Pseudocercosporella herpotrichoides var. acuformis Nirenberg 1981
- Ramulispora’ acuformis (Nirenberg) Crous 1995
- Ramulispora herpotrichoides var. acuformis (Nirenberg) Boerema, R. Pieters & Hamers 1992
- Tapesia acuformis (Boerema, R. Pieters & Hamers) Crous, in Robbertse 1995
- Tapesia yallundae var. acuformis Boerema, R. Pieters & Hamers 1992

Anamorfą jest Helgardia acuformis (Nirenberg) Crous & W. Gams 2003. Opisano ją jako odrębny gatunek, później okazało się, że jest to bezpłciowa morfa gatunku Oculimacula acuformis, tak więc obecnie jest to synonim tego gatunku.

## Morfologia i rozmnażanie
Grzyb mikroskopijny. Morfa rozmnażająca się płciowo (teleomorfa) zimuje na obumarłych, pozostających na polu resztkach źdźbeł zbóż. Wiosną z grzybni wyrastają drobne, siedzące apotecja z jednotunikowymi workami. W każdym z nich powstaje po 8 jednokomórkowych, hialinowych zarodników. Teleomorfa jest źródłem zmienności wewnątrzgatunkowej i odgrywa dużą rolę w powstawaniu form odpornych na fungicydy. Askospory dokonują infekcji pierwotnej. Wyrastająca z nich forma bezpłciowa (anamorfa) wytwarza zarodniki konidialne na strzępkach pojedynczych, lub tworzących luźne skupiska. Konidia są wielokomórkowe, wydłużone, zwężające się ku górze, proste lub lekko wygięte. Rozprzestrzeniają się wraz z kroplami deszczu. Wyrastają z nich strzępki infekcyjne wnikające do koleoptylu i pochew liściowych
.
Infekcji pierwotnej dokonują zarówno konidia, jak i askospory, a także grzybnia i sklerocja.

## Gatunki podobne
Do niedawna jeszcze nie rozróżniano gatunków Oculimacula acuformis i O. yallundae. Odróżniają się kształtem i wielkością konidiów, szybkością wzrostu grzybni i innymi cechami. Ich rozróżnienie czasami jest trudne, wykazują bowiem dużą wewnątrzgatunkową zmienność. W przypadkach spornych rozróżnia się je genetycznie metodą PCR z użyciem specyficznych gatunkowo starterów.